# Vlag van Granada (stad)

Vlag van Granada

De vlag van de Spaanse gemeente Granada bestaat uit twee even brede verticale banen in de kleuren donkerrood en groen met in het midden het stadswapen. De vlag is op 2 februari 2009 aangenomen.

Wapen van Granada (stad)